# Камерон (округ, Техас)
Округ Камерон (англ. Cameron county) — округ штата Техас Соединённых Штатов Америки. На 2000 год в нем проживало 335 227 человек. По оценке бюро переписи населения США в 2008 году население округа составляло 392 736 человек. Окружным центром является город Браунсвилл.

## История

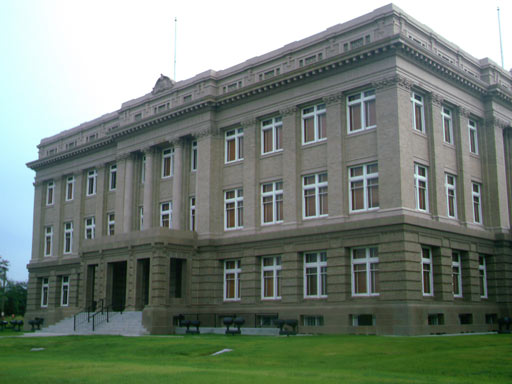
Фотография здания, служившего окружным судом до ввода в эксплуатацию нынешнего здания суда

Округ Камерон был сформирован в 1848 году из части округа Нуэсес и территории, уступленной Мексикой. Он был назван в честь Эвена Кэмерона, солдата в техасской революционной войне.

## Частный космодром
В 2013 году компания SpaceX получила разрешение Федерального управления гражданской авиации США на строительство частного стартового комплекса для ракет-носителей в округе Камерон восточнее Браунсвилла на побережье Мексиканского залива. В 2014 году компания SpaceX приобрела земли возле деревни Бока-Чика. В августе 2014 года губернатор штата Техас Рик Перри объявил о финансировании строительства.

## География
По данным бюро переписи населения США площадь округа Камерон составляет 3306 км², из которых 2346 км² — суша, а 960 км² — водная поверхность (29,03 %).